# 具志堅宗精
具志堅宗精（1896年8月22日—1979年12月29日），沖繩政治人物、商人。他是奧利恩啤酒的創始人，與大城鎌吉、宮城仁四郎、國場幸太郎並稱「沖繩財界四天王」。
具志堅宗精出生於那霸市垣花，是琉球國臧氏具志堅家後裔，曾在島尻農学校（後為沖繩縣立農林學校）學習，但中途退學。1918年，22歲的他來到大阪，在造船廠工作。後來積纍了200日圓，回到沖繩，入職沖繩縣警察部，成為一名警察，後升任警察署長。沖繩島戰役中，他試圖自殺，但未能成功，隨部下投降美軍。戰後，他成為沖繩民政府的知念地區警察署長，後就任宮古民政府知事（宮古支廳長）。退休後成為一名實業家。他於1957年創立沖繩啤酒株式會社（沖縄ビール株式会社），其啤酒銷量在琉球境內位居第一，為今日奧利恩啤酒的前身。